# Radonvilliers
Radonvilliers és un municipi francès situat al departament de l'Aube i a la regió del Gran Est. L'any 2007 tenia 381 habitants.

## Demografia

### Població
El 2007 la població de fet de Radonvilliers era de 381 persones. Hi havia 156 famílies de les quals 48 eren unipersonals (8 homes vivint sols i 40 dones vivint soles), 52 parelles sense fills, 48 parelles amb fills i 8 famílies monoparentals amb fills.
La població ha evolucionat segons el següent gràfic:
Habitants censats

### Habitatges
El 2007 hi havia 190 habitatges, 162 eren l'habitatge principal de la família, 15 eren segones residències i 13 estaven desocupats. 181 eren cases i 9 eren apartaments. Dels 162 habitatges principals, 119 estaven ocupats pels seus propietaris, 38 estaven llogats i ocupats pels llogaters i 4 estaven cedits a títol gratuït; 9 tenien una cambra, 3 en tenien dues, 23 en tenien tres, 51 en tenien quatre i 75 en tenien cinc o més. 139 habitatges disposaven pel capbaix d'una plaça de pàrquing. A 58 habitatges hi havia un automòbil i a 79 n'hi havia dos o més.

### Piràmide de població
La piràmide de població per edats i sexe el 2009 era:
| Homes | Edats   | Dones |
| ----- | ------- | ----- |
| 0     | 95 o +  | 0     |
| 0     | 90 a 94 | 0     |
| 4     | 85 a 89 | 0     |
| 4     | 80 a 84 | 4     |
| 8     | 75 a 79 | 16    |
| 12    | 70 a 74 | 12    |
| 4     | 65 a 69 | 4     |
| 12    | 60 a 64 | 16    |
| 12    | 55 a 59 | 8     |
| 8     | 50 a 54 | 20    |
| 16    | 45 a 49 | 12    |
| 16    | 40 a 44 | 4     |
| 16    | 35 a 39 | 16    |
| 12    | 30 a 34 | 16    |
| 0     | 25 a 29 | 0     |
| 4     | 20 a 24 | 4     |
| 12    | 15 a 19 | 12    |
| 20    | 10 a 14 | 8     |
| 4     | 5 a 9   | 12    |
| 16    | 0 a 4   | 0     |

## Economia
El 2007 la població en edat de treballar era de 237 persones, 166 eren actives i 71 eren inactives. De les 166 persones actives 149 estaven ocupades (85 homes i 64 dones) i 17 estaven aturades (6 homes i 11 dones). De les 71 persones inactives 21 estaven jubilades, 19 estaven estudiant i 31 estaven classificades com a «altres inactius».

### Ingressos
El 2009 a Radonvilliers hi havia 149 unitats fiscals que integraven 389,5 persones, la mediana anual d'ingressos fiscals per persona era de 16.881 €.

### Activitats econòmiques
Dels 3 establiments que hi havia el 2007, 1 era d'una empresa de comerç i reparació d'automòbils, 1 d'una empresa d'hostatgeria i restauració i 1 d'una empresa de serveis.
L'any 2000 a Radonvilliers hi havia 8 explotacions agrícoles que ocupaven un total de 456 hectàrees.

## Equipaments sanitaris i escolars
El 2009 hi havia una escola maternal integrada dins d'un grup escolar amb les comunes properes formant una escola dispersa.

## Poblacions més properes
El següent diagrama mostra les poblacions més properes.